# Čongdžu
Město Čongdžu (korejsky 정주시 – Čŏngdžu si) leží v severokorejské provincii Severní Pchjongan. K roku 2008 mělo přibližně 190 tisíc obyvatel.

## Poloha a doprava
Město leží na jižním okraji provincie Severní Pchjongan a jeho území zahrnuje část pobřeží Žlutého moře.
Čongdžu je železničním uzlem. Vede přes něj železniční trať Pchjongjang – Sinuidžu a začíná zde železniční trať Čongdžu – Čchongsu.